# Branchipus pasai
Branchipus pasai är en kräftdjursart som beskrevs av Cottarelli 1969. Branchipus pasai ingår i släktet Branchipus och familjen Branchipodidae. Inga underarter finns listade.